# Saison 2022-2023 des Girondins de Bordeaux (féminines)
La saison 2022-2023 de la section féminine des Girondins de Bordeaux est la septième saison consécutive du club girondin en première division du championnat de France depuis la saison 2016-2017.

## Transferts et effectif

### Mercato d'été
La saison commence avec une nouvelle équipe, les dirigeants veulent une équipe avec moins d'internationaux, davantage de jeunes.
De nombreux cadres quittent le club. 5 départs et non des moindres. En fin de contrat la défenseure internationale Ève Périsset part à Chelsea. La Brésilienne Tainara prend le chemin de l'Allemagne au Bayern Munich. Au milieu, c'est  Charlotte Bilbault qui part à Montpellier et Claire Lavogez qui signe à Kansas City aux Etats Unis. En attaque les supporters déplorent le départ de la Néerlandaise Katja Snoeijs à Everton en Angleterre.
| No | P. | Nat. | Nom                     | Date de naissance          | Sélection      | Club précédent           | Contrat   |
| -- | -- | ---- | ----------------------- | -------------------------- | -------------- | ------------------------ | --------- |
| 1  | G  |      | Mylène Chavas           | 7 janvier 1998             | France         | Dijon FCO                | 2021—2023 |
| 16 | G  |      | Justine Lerond          | 29 février 2000            | France         | FC Metz                  | 2022—2024 |
| 30 | G  |      | Romane Bruneau          | 27 août 1996               | –              | Toulouse FC              | 2022—2023 |
| 3  | D  |      | Julie Thibaud           | 20 avril 1998              | France -23 ans | ASJ Soyaux               | 2017—2024 |
| 17 | D  |      | Delphine Chatelin       | 17 mai 1988                | France A'      | Blue Heat de Santa Clara | 2017—2023 |
| 23 | D  |      | Andréa Lardez           | 23 janvier 1994            | –              | Formée au club           | 2011—2023 |
| 4  | D  |      | Océane Daniel           | 3 avril 1997               | –              | GPSO 92 Issy             | 2022—2023 |
| 5  | D  |      | Marion Haelewyn         | 30 octobre 2004            | France -19 ans | Formée au club           | 2021—2024 |
| 18 | D  |      | Amandine Herbert        | 20 novembre 2002           | –              | Formée au club           | 2022—2023 |
| 26 | D  |      | Fiona Liaigre           | 5 janvier 2005             | France -17 ans | Formée a club            | 2022—2025 |
| 21 | D  |      | Lou Autin               | 25 janvier 2006            | France -16 ans | Formée au club           |           |
| 8  | M  |      | Sisca Folkertsma        | 21 mai 1997                | Pays-Bas       | FC Twente                | 2021—2023 |
| 6  | M  |      | Ella Palis              | 24 mars 1999               | France         | EA Guingamp              | 2020—2023 |
| 14 | M  |      | Maëlle Seguin           | 18 juillet 2004            | France -19 ans | Formée au club           | -         |
| 29 | M  |      | Julie Dufour            | 29 mai 2001                | France -20 ans | LOSC Lille               | 2020—2023 |
| 15 | M  |      | Marie Dehri             | mars 2003                  | –              | Formée au club           |           |
| 7  | A  |      | Melissa Herrera         | 10 octobre 1996            | Costa Rica     | Stade de Reims           | 2021—2024 |
| 9  | A  |      | Mélissa Gomes           | 27 avril 1994              | Portugal       | Stade de Reims           | 2021—2023 |
| 13 | A  |      | Serena Pinto de Queiros | 1er février 2004           | France -19 ans | Formée au club           | -         |
| 11 | A  |      | Shameekha Fishley       | 18 septembre 1993 (29 ans) | Angleterre     | Ferencvaros              | 2023—2024 |
| 12 | A  |      | Mickaëlla Cardia        | 16 mars 2000               | France -19 ans | O. de Marseille          | 2020—2023 |
| 10 | A  |      | Maëlle Garbino          | 9 août 1996                | France         | AS Saint-Etienne         | 2018—2023 |
| 19 | A  |      | Jelena Karličić         | 5 octobre 2002             | Monténégro     | Medkila IL               | 2022—2024 |

## Championnat de France
La Division 1 2022-2023 est la quarante-neuvième édition du championnat de France féminin de football et la vingtième sous l'appellation « Division 1 ». La division oppose douze clubs en une série de vingt-deux rencontres. Les trois meilleurs de ce championnat se qualifient pour la Ligue des champions.

### Journées 1—6
Lors de la première journée de championnat, les Bordelaises rencontrent le promu havrais, une victoire 4-2 avec une démonstration et un doublé de Maëlle Garbino. Doublé également de la jeune défenseure Fiona Liaigre. Les Girondines se déplacent la journée suivante à Dijon FCO, le match se termine par un match nul 1-1, avec de nouveau un but de Maëlle Garbino. Lors de la 3e journée, les Girondines chutent à domicile face à Reims 0-1 avec un match décevant.
Sous une pluie diluvienne, Bordeaux se déplace ensuite à Montpellier, les joueuses se serrent les coudes et ramènent de l'Hérault un match nul 0-0. Bordeaux reçoit ensuite le leader du championnat, l'Olympique lyonnais. Grosse différence de jeu entre les deux équipes et victoire logique des Lyonnaises 3-1. Bordeaux bat ensuite l'En avant Guingamp 3-1, avec un nouveau doublé de Maëlle Garbino.

### Journées 7—12
En début de novembre 2022, les Girondines se déplacent à Paris pour jouer contre le troisième : le Paris FC, match nul 1-1 avec un but de Mélissa Gomes. Autre équipe parisienne pour la 8e journée, le Paris Saint-Germain qui se déplace à Sainte Germaine. Comme le match de l'Olympique lyonnais, où les joueuses parisiennes prennent l'avantage, finissant avec un score de 3-0. Bordeaux vient ensuite difficilement à bout de l'équipe de l'ASJ Soyaux 1-0 avec encore un but de Maëlle Garbino.
La lanterne rouge Rodez AF se rend en Gironde, victoire 3-1 avec des buts marqués par Julie Thibaud, Maëlle Garbino et Mélissa Gomes. À noter le but d'Andréa Lardez contre son camp. Le 9 décembre 2022, les Girondines ratent les premières places du championnat en perdant en région parisienne chez le FC Fleury 91 2-0.
Lors du premier match de l'année 2023, victoire sur le Dijon FCO 2-0. Buts des deux Maëlle : Maëlle Garbino qui marque son 8e but et Maëlle Seguin. Les Girondines pointent à la 6e place à 14 points du leader le Paris Saint-Germain, les places de relégables sont loin, à 13 points derrière. Elles vont pouvoir jouer relâchées, pas concernées par le haut ni le bas du tableau.

### Journées 13—18
Match du milieu de tableau contre Reims, une revanche par rapport au match aller est attendue. Enorme déception : grosse défaite 6-1.
Trop d'absence à domicile contre Montpellier pour la journée 14 et défaite 0-2.
Nouvelle défaite logique contre le leader l'Olympique lyonnais 3-0. A noter l'élimination au Matmut Atlantique de la coupe de france contre le  
Paris Saint-Germain 0-0 4-5 aux tirs au but.
4 eme défaite consécutive en championnat 2-0 contre l'En avant Guingamp, la relégation est à 10 points !!! Bon point contre le Paris FC 0-0 au Stade Sainte-Germaine. Deuxième match "parisien" et défaite 1-0 contre le Paris Saint-Germain.

### Journées 19—22
Belle victoire mais contre la lanterne rouge l'ASJ Soyaux 3-0.
Viendront ensuite 2 matchs nuls contre Rodez AF et FC Fleury 91 1-1
Belle victoire contre Le Havre à l’extérieur 4-2. 

### Classement
| Rang | Équipe                 | Pts | J  | G  | N | P  | Bp | Bc | Diff |
| ---- | ---------------------- | --- | -- | -- | - | -- | -- | -- | ---- |
| 5    | Montpellier Hérault SC | 37  | 22 | 11 | 4 | 7  | 37 | 27 | +10  |
| 6    | Stade de Reims         | 32  | 22 | 10 | 2 | 10 | 40 | 40 | 0    |
| 7    | Girondins de Bordeaux  | 27  | 22 | 7  | 6 | 9  | 26 | 33 | −7   |
| 8    | EA Guingamp            | 24  | 22 | 7  | 3 | 12 | 20 | 41 | −21  |
| 9    | Le Havre AC P          | 24  | 22 | 7  | 3 | 12 | 31 | 45 | −14  |